# Хаваши, Корнел
Ко́рнел Ха́ваши (венг. Havasi Kornél; 10 января 1892, Будапешт — 15 января 1945) — венгерский шахматист.
Чемпион Венгрии 1922 года.
В составе сборной Венгрии участник 7-и Олимпиад (1927—1937). Вместе с командой победитель 1-й (1927) и 2-й (1928) Олимпиады. На 6-й Олимпиаде в Варшаве (1935) показал 2-й результат на своей доске.